# Halgurd Mulla Mohammed
Halgurd Mulla Mohammed (arabisch هلكورد ملا محمد; * 11. März 1988 in Mosul) ist ein irakischer Fußballspieler kurdischer Abstammung. Seine Position ist im Flügelspiel und Angriff. Er ist der jüngere Bruder von Hawar Mulla Mohammed, der ebenfalls professionell Fußball spielt.
Mit 16 Jahren begann Halgurd seine Karriere 2004 bei Sulaimaniyya FC, dem Verein aus der nordirakischen Stadt Sulaimaniyya. Im Jahr 2009 wechselte er zum dreifachen irakischen Meister Arbil FC.
Wie sein älterer Bruder spielt er in der irakischen Nationalmannschaft. Er debütierte 2007 beim Freundschaftsspiel gegen Jordanien und das Spiel endete 1:1. Inzwischen bestritt er sieben Länderspieleinsätze für den Irak. 2008 wurde er in den Kader der kurdischen Fußballauswahl für den Viva World Cup 2008 nominiert. Beim Turnier erzielte er in fünf Spielen drei Tore.